# BB Parallel World
BB Parallel World es el cuarto álbum de estudio de la banda Oshare Kei, Antic Café, lanzado al mercado el día 9 de septiembre de 2009 antes de suspender sus actividades.

## Lista de canciones

### Edición japonesa
| CD edición para Japón |                                                                                      |          |  |
| N.º                   | Título                                                                               | Duración |  |
| 1.                    | «Let's Brand New Wave»                                                               | 3:50     |  |
| 2.                    | «NATSU KOI★NATSU GAME (夏恋★夏GAME)»                                                 | 4:02     |  |
| 3.                    | «Ichigo (苺)»                                                                        | 3:53     |  |
| 4.                    | «Passion!!»                                                                          | 3:54     |  |
| 5.                    | «NYAPPY in the parallel world»                                                       | 4:47     |  |
| 6.                    | «alone»                                                                              | 5:02     |  |
| 7.                    | «AROMA»                                                                              | 4:25     |  |
| 8.                    | «Bushidou to unfu wa shinu koto to mitsuketari (武士道とい云ふは死ぬ事と見付けたり)» | 3:48     |  |
| 9.                    | «SUMMER DIVE ~amatoro PEACH☆BEACH~ (SUMMER DIVE～甘トロPEACH☆BEACH～)»               | 4:41     |  |
| 10.                   | «MY ♥ LEAPS FOR "C"»                                                                 | 3:34     |  |
| 11.                   | «YOU»                                                                                | 5:10     |  |

| DVD edición limitada |                                                                        |          |  |
| N.º                  | Título                                                                 | Duración |  |
| 1.                   | «MY ♥ LEAPS FOR "C"»                                                   | 3:34     |  |
| 2.                   | «SUMMER DIVE ~amatoro PEACH☆BEACH~ (SUMMER DIVE～甘トロPEACH☆BEACH～)» | 5:01     |  |
| 3.                   | «AROMA»                                                                | 4:25     |  |
| 4.                   | «NATSU KOI★NATSU GAME (夏恋★夏GAME)»                                   | 4:06     |  |

### Edición para Europa
| CD  |                                                                                      |          |  |
| N.º | Título                                                                               | Duración |  |
| 1.  | «Let's Brand New Wave»                                                               | 3:50     |  |
| 2.  | «NATSU KOI★NATSU GAME (夏恋★夏GAME)»                                                 | 4:02     |  |
| 3.  | «Ihigo (苺)»                                                                         | 3:53     |  |
| 4.  | «Passion!!»                                                                          | 3:54     |  |
| 5.  | «NYAPPY in the parallel world»                                                       | 4:47     |  |
| 6.  | «alone»                                                                              | 5:02     |  |
| 7.  | «AROMA»                                                                              | 4:25     |  |
| 8.  | «Bushidou to unfu wa shinu koto to mitsuketari (武士道とい云ふは死ぬ事と見付けたり)» | 3:48     |  |
| 9.  | «SUMMER DIVE ~amatoro PEACH☆BEACH~ (SUMMER DIVE～甘トロPEACH☆BEACH～)»               | 4:41     |  |
| 10. | «MY ♥ LEAPS FOR "C"»                                                                 | 3:34     |  |
| 11. | «YOU»                                                                                | 5:10     |  |

| DVD edición limitada |                                                                  |          |  |
| N.º                  | Título                                                           | Duración |  |
| 1.                   | «NATSU KOI★NATSU GAME (夏恋★夏GAME)» (Promotional Video)         | 4:06     |  |
| 2.                   | «Kawaiyu's ЯocК (可愛湯'sЯocК)» (20090517 at Tokyo Big Site Liv) | 3:33     |  |
| 3.                   | «(TEKESUTA KOUSEN) テケスタ光線» (Promotional Video)             | 5:06     |  |
| 4.                   | «ESCAPISM (エスカピズム)» (Promotional Video)                    | 4:54     |  |
| 5.                   | «MERRY MAKING (メリメイキング)» (Promotional Video)              | 5:30     |  |